# Órbita retrógrada distante

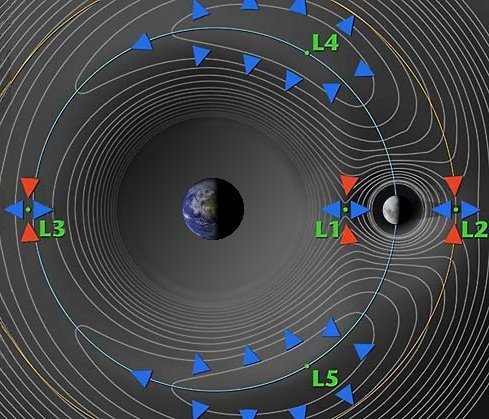
Los puntos de Lagrange Tierra-Luna

Una órbita retrógrada distante (DRO, según sus siglas en inglés) es una órbita alrededor de una luna lo suficientemente estable según los dos puntos de Lagrange (L1 y L2) del sistema planeta-luna. 
En términos más generales, un objeto de masa insignificante puede estar en una órbita retrógrada distante alrededor del cuerpo más pequeño de cualquier sistema de dos cuerpos, como un sistema planeta-sol o exoplaneta-estrella.
Ejemplificando con el caso de una nave espacial en una órbita retrógrada distante alrededor de una luna, la nave orbitaría en dirección contraria a la que la luna orbita al planeta. La órbita es "distante" debido a que pasa sobre los puntos de Lagrange, en lugar de estar cerca de la luna. Si se consideran órbitas más distantes, el período sinódico se alarga y se acerca al de la luna que gira alrededor del planeta, de modo que el periodo sideral puede ser mucho más largo que el periodo orbital de la luna.
En las últimas décadas se han investigado bastante los DRO. Actualmente, la nave espacial Orión se encuentra en una órbita retrógrada distante a la Luna durante la misión Artemis 1 de la NASA.
El orbitador chino Chang'e 5 lo hizo también en enero de 2022.

## Descripción
La estabilidad de una órbita retrógrada distante se define en término matemáticos que es como tener una estabilidad de Lyapunov muy alta, donde una órbita de equilibrio es "localmente estable si todas las soluciones que comienza cerca del punto permanecen cerca a ese punto por siempre".

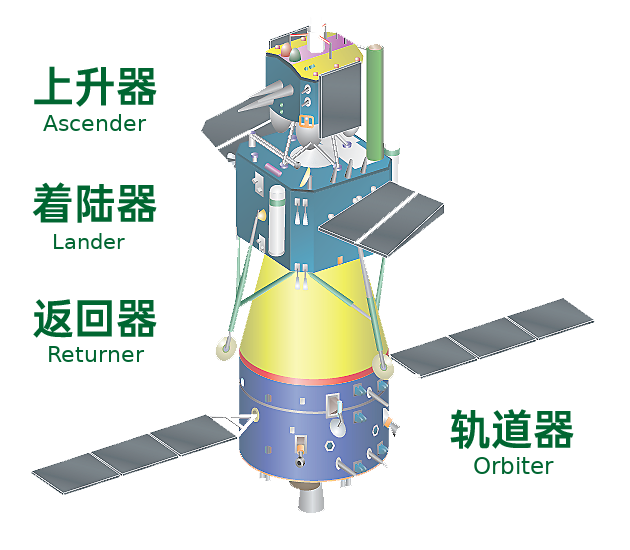
Vista general de la nave espacial Chang'e 5. El orbitador se encuentra en la parte inferior.

## Misiones en una órbita retrógrada distante

### Orbitador Chang'e 5
En enero de 2022, el orbitador chino Chang'e 5 dejó el punto L1 de Lagrange en el cual se encontraba desde marzo de 2021 realizando observaciones solares y se insertó en una órbita retrógrada distante lunar para realizar pruebas de interferometría de línea de base muy larga (VLBI) en modo de preparación para la siguiente etapa del Programa de Exploración Lunar de China. En febrero de 2022, múltiples rastreadores de satélites aficionados observaron que el orbitador se encontraba en una DRO, siendo la primera nave espacial en la historia en utilizar esta órbita.

### Nave espacial Orión

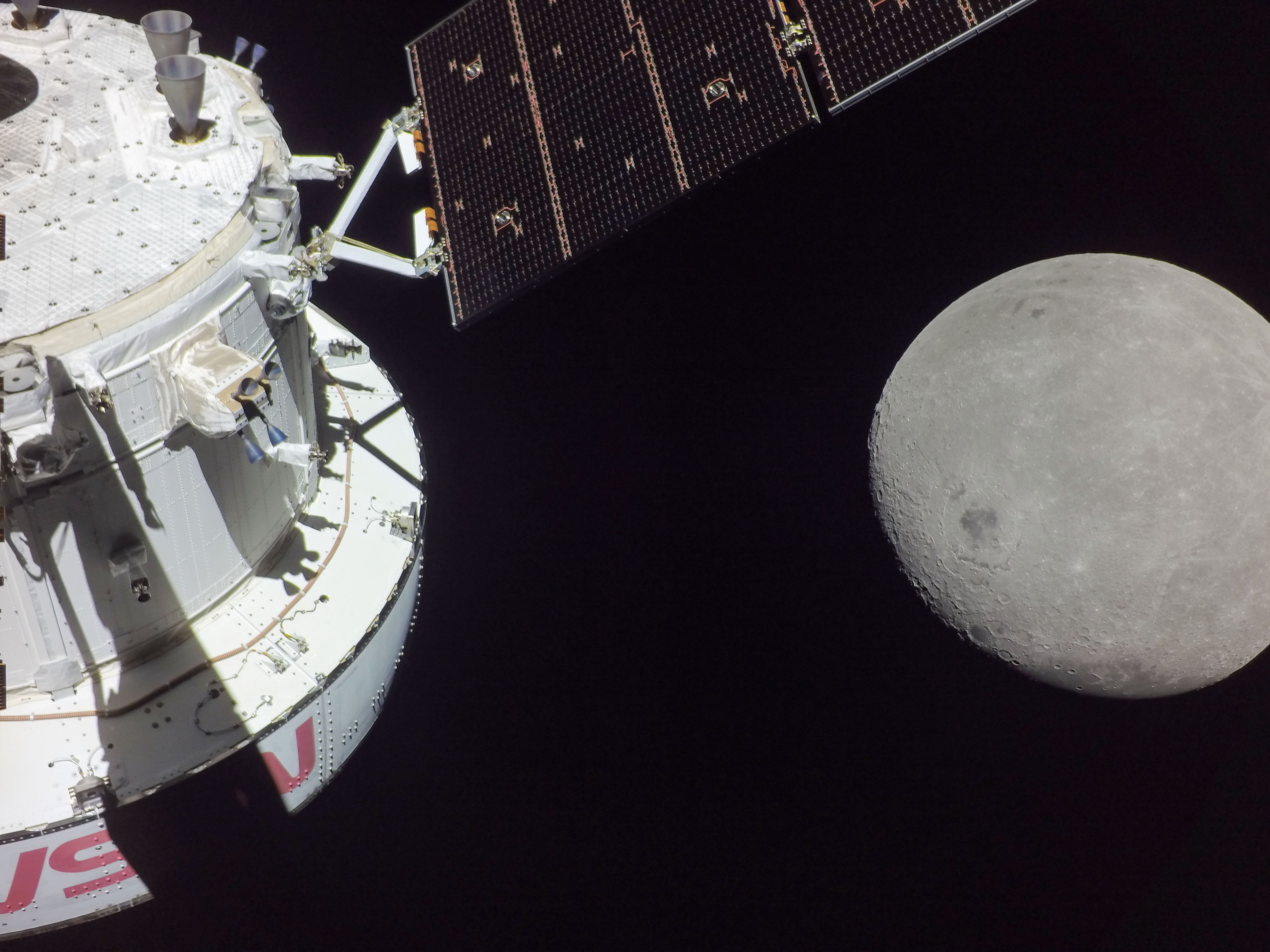
Nave espacial Orión en órbita retrógrada distante a la Luna.

Tras su despegue el 16 de noviembre de 2022 desde la plataforma 39B del Centro Espacial Kennedy en el cohete Sistema de Lanzamiento Espacial, la cápsula Orión viajaba hacia la Luna por la misión Artemis 1 de la NASA. La nave espacial se insertó en una órbita retrógrada lunar el 25 de noviembre de 2022 y pasó unos seis días hasta su salida de la DRO el 5 de diciembre de 2022. 